# Phthonoloba olivacea
Phthonoloba olivacea là một loài bướm đêm trong họ Geometridae.